# The Dark Knight
The Dark Knight (bra: Batman: O Cavaleiro das Trevas; prt: O Cavaleiro das Trevas) é um filme britânico-estadunidense de super-herói de 2008, dirigido, produzido e co-escrito por Christopher Nolan. Baseado no personagem Batman da DC Comics, The Dark Knight faz parte da série de filmes Batman de Nolan, sendo uma continuação de Batman Begins, de 2005. Christian Bale repete seu papel como Bruce Wayne/Batman, com Morgan Freeman, Gary Oldman e Michael Caine retornando como Lucius Fox, James Gordon e Alfred Pennyworth, respectivamente. O filme introduz o personagem Harvey Dent (Aaron Eckhart), o novo promotor público de Gotham e chefe de Rachel Dawes (Maggie Gyllenhaal), amiga de infância de Wayne, que se juntam ao Batman e à polícia para combater a nova ameaça emergente de um criminoso que se auto-intitula "Coringa" (Heath Ledger).
O filme foi filmado primariamente em Chicago (como Batman Begins), bem como em diversas locações dentro e fora dos Estados Unidos, como Londres e Hong Kong. O diretor utilizou uma câmera IMAX para filmar quatro grandes sequências de ação, incluindo a primeira aparição do Coringa no filme. O traje vestido por Batman foi redesenhado, com um capuz permitindo que Bale movesse sua cabeça (o que não era possível nas obras anteriores). Uma recriação da Batmoto, conhecida como o "Batpod", foi introduzido.
A Warner Bros. e a 42 Entertainment criaram uma campanha de marketing viral agressiva para The Dark Night, desenvolvendo vários sites que revelam detalhes sobre o filme, como imagens, para recompensar os fãs do Batman, atraindo a atenção da imprensa sobre como a campanha poderia ser alterada após a morte de Ledger em 22 de janeiro de 2008, já que o Coringa foi um dos focos promocionais. A campanha chegou a São Paulo e reuniu milhares de fãs para assistirem ao trailer. Outras iniciativas de marketing incluem uma nova linha de brinquedos, bem como Batman: Gotham Knight (2008), uma antologia em desenho animado, que se passa entre Batman Begins e The Dark Knight, para ser lançada diretamente em DVD. O filme foi lançado em 18 de julho de 2008 no Brasil e na América do Norte, e em 24 de julho de 2008 em Portugal.
The Dark Knight foi aclamado pela crítica por seu roteiro, direção, performances (principalmente de Ledger), cinematografia, partituras e sequências de ação. Recebeu oito indicações para o Oscar, tendo vencido em duas categorias: Melhor Ator Coadjuvante (um prêmio póstumo para Heath Ledger) e Melhor Edição de Som (Richard King). É frequentemente listado entre os melhores filmes dos anos 2000. Atualmente quinquagésima segunda maior bilheteria de todos os tempos.
Uma sequência foi lançada em 2012 intitulada The Dark Knight Rises.

## Elenco

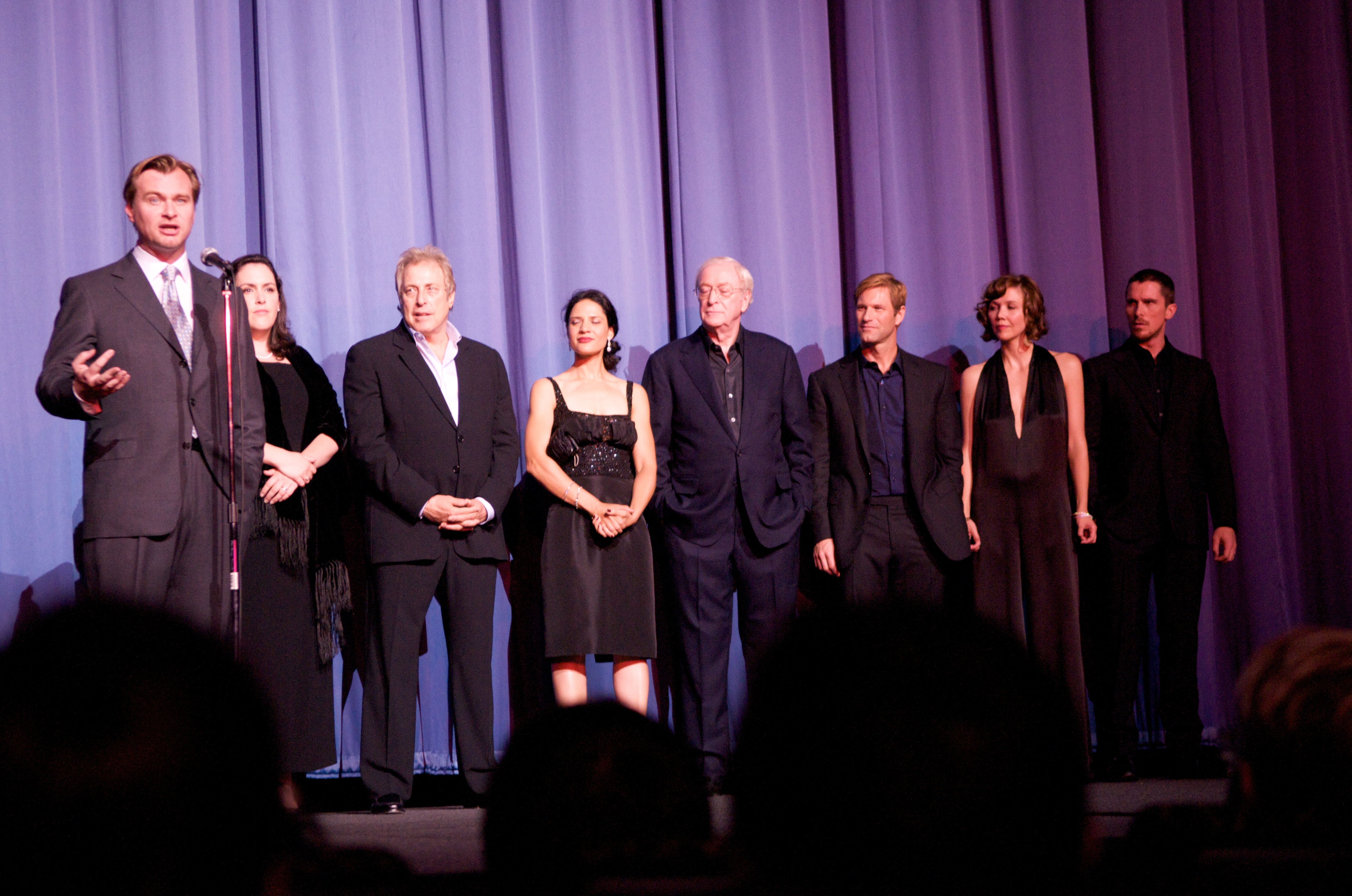
Produtores e parte do elenco na estréia do filme em Londres. Da esquerda para a direita: Christopher Nolan, Emma Thomas, Charles Roven, Monique Curnen, Michael Caine, Aaron Eckhart, Maggie Gyllenhaal e Christian Bale.

- Heath Ledger como Coringa: Foi descrito pelo diretor como "um palhaço psicopata, assassino em série, esquizofrênico, rude, cruel, sarcástico e com zero de empatia". Mas possui bastante humor negro.[11][12] O diretor Christopher Nolan quis trabalhar com Ledger em vários trabalhos anteriores no passado, mas nunca tinha conseguido.[13] Quando Ledger viu Batman Begins, ele descobriu um método de fazer o personagem funcionar de acordo com o tom do filme,[14] e Nolan concordou com a sua interpretação anárquica.[13] Para se preparar para o papel, Ledger viveu sozinho num quarto de hotel por um mês, formulando a postura, voz e psique do personagem.[15] Enquanto que, inicialmente, ele achou difícil, Ledger finalmente conseguiu gerar uma voz que não soava como o Coringa de Jack Nicholson do filme Batman de Tim Burton. Ele começou um diário, no qual escreveu os pensamentos e sentimentos do Coringa para se guiar durante sua performance.[12] Ele também recebeu Batman: The Killing Joke e Arkham Asylum: A Serious House on Serious Earth para ler, o que ele "realmente tentou […] mas desistiu".[14] Ledger também citou como inspiração o filme A Clockwork Orange e Sid Vicious.[16][17] "Tem um pouco de tudo nele. Não há nada consistente", disse Ledger, complementando que "há algumas surpresas nele".[16]

Trazer o Joker de volta ao cinema gerou uma onda de especulações sobre sua interpretação e visual. Antes de Ledger ter sido confirmado, em julho de 2006, Paul Bettany, Lachy Hulme, Adrien Brody, Steve Carell e Robin Williams expressaram publicamente seu interesse no papel. Jack Nicholson brincou que estava com rancor por não ter sido convidado a repetir o papel: "Você não pode acreditar nas razões pelas quais as coisas acontecem e não acontecem. Não me pedir para fazer a continuação é uma delas", disse. "Talvez não seja um erro. Talvez tenha sido a coisa certa, mas, para ser sincero, estou furioso." Após o lançamento do trailer, o diretor Guillermo del Toro e o escritor de HQ Jeph Loeb elogiaram Ledger, enquanto que o co-criador de Batman: The Animated Series, Paul Dini, disse: "Ele parece mais 'de rua' do que qualquer outra versão do Joker. Sua atitude é severa e sarcástica, ao contrário de maníaca. Não há piadas ou traquinagens com ele. Esse Coringa não divide lados, ele divide crânios". Mark Hamill, que deu voz ao personagem no desenho animado Batman: The Animated Series, disse que "a abordagem de psicopata debochado parece ser um jeito ótimo de reinventar o palhaço assustador favorito de todos". Ledger morreu em 22 de janeiro de 2008, após a conclusão das filmagens. "Foi uma emoção tremenda, logo após ele falecer, ter que voltar e olhar para ele todos os dias", lembra Nolan. "Mas a verdade é que me sinto bastante sortudo por ter algo produtivo para fazer, por ter uma performance da qual ele se orgulhava muito, e confiado a mim o dever de concluí-la". Com uma performance bem reconhecida pelos críticos, o ator recebeu o Oscar de Melhor Ator Coadjuvante, o primeiro prêmio póstumo na categoria (e o segundo para um ator, depois de Peter Finch em Network). Ele é dublado por Márcio Simões.
- Christian Bale como Bruce Wayne / Batman: Um bilionário que dedicou sua vida à proteção de Gotham City do submundo do crime como o "Cavaleiro das Trevas". Bale estava confiante que seria escolhido para retornar na continuação devido à resposta positiva à sua performance em Batman Begins.[28] Ele treinou o método de luta Keysi,[29] e participou em muitas de suas cenas de ação.[28] Ele não ganhou tanta massa muscular desta vez, por causa da história do filme, na qual Batman desenvolve uma nova roupa que permite que ele se mova com mais agilidade, disparar lâminas e ver no escuro.[30] O ator comentou sobre o dilema de Batman: "Será que realmente tem um fim? Ele pode desistir e levar uma vida normal? Esse tipo de intensidade maníaca que alguém precisa ter para manter a paixão e a raiva que sentiu quando criança precisa de um esforço, depois de um tempo, para continuar fazendo isso. Em algum ponto, você precisa exorcizar seus demônios".[31] Ele complementou dizendo que "agora você não tem apenas um jovem homem em dor tentando encontrar uma resposta, você tem alguém que tem poder, que sente o peso desse poder e que precisa reconhecer a diferença entre alcançar esse poder e mantê-lo".[32] Bale sentiu isso porque a personalidade de Batman estava bem estabelecida no primeiro filme, sendo improvável que seu personagem ficasse à sombra dos vilões: "Eu não tenho problema em competir com outros. E isso fará um filme melhor".[15] Ele e dublado por Ettore Zuim.

- Aaron Eckhart como Harvey Dent / Duas-Caras:[33] Um promotor público cuja batalha contra o Coringa atinge um lado obscuro, e torna-se "um vigilante desfigurado que emprega métodos extremos".[34] O produtor Charles Roven descreveu Dent inicialmente como "o oposto ao cavaleiro das trevas da cidade".[35] Enquanto que Duas-Caras torna-se um vilão mau nas histórias em quadrinhos, Nolan escolheu retratá-lo como "um vigilante fora do padrão", para enfatizar seu papel ao lado de Batman. "Ele ainda é verdadeiro para si mesmo. Ele luta contra o crime, ele não está matando gente do bem. Ele não é um cara malvado, puramente falando", observou Eckhart. O ator, que já interpretou homens corruptos em filmes como The Black Dahlia, Thank You for Smoking e In the Company of Men, admitiu que não estar interessado em "caras do bem que viram do mal".[34] Christopher Nolan e David S. Goyer tinham considerado inicialmente em utilizar Dent em Batman Begins, mas o substituíram pela nova personagem Rachel Dawes quando perceberam que não "fariam justiça" ao personagem.[36] Antes de Eckhart ser escolhido em fevereiro de 2007, Liev Schreiber,[37] Josh Lucas,[38] e Ryan Phillippe[39] tinham expressado interesse no papel.[40] Ele e dublado por Hélio Ribeiro.
- Michael Caine como Alfred Pennyworth: Mordomo de confiança de Bruce Wayne. Ele dá conselhos uteis a Bruce e também atua como uma figura paterna. Dublado por Pádua Moreira.
- Gary Oldman como James Gordon: Um dos poucos membros não corruptos do Departamento de Polícia de Gotham City e que forma uma aliança não oficial com Batman e Harvey. Oldman descreveu seu personagem como "incorruptível, virtuoso, forte, heróico, porém subestimado".[41] Nolan explicou que em "The Long Halloween há uma grande, relação triangular entre Harvey Dent, Gordon e Batman, e é algo que nós nos inspiramos muito".[42] Oldman também disse que "Gordon tem muita admiração por ele no final, porém [Batman] é mais do que nunca o Cavaleiro das Trevas, o forasteiro".[42] Dublado por Mauro Ramos.
- Maggie Gyllenhaal como Rachel Dawes: Amiga de infância de Bruce Wayne, e uma das poucas pessoas que sabem que ele é Batman. Gyllenhaal reconheceu sua personagem como uma donzela em perigo até certo ponto, complementando que Nolan tinha buscado maneiras de dar poder à sua personagem. Ela disse que "Rachel está bem certa do que é importante para ela e não deseja comprometer sua moral, que mudou bastante" dos outros personagens em conflito que ela interpretou.[43] Antes de Gyllenhaal ser escolhida para o elenco, o produtor Charles Roven, em agosto de 2005, tinha apontado a atriz Katie Holmes (que tinha sido Rachel Dawes em Batman Begins) como confirmada em Batman: O Cavaleiro das Trevas.[44] No entanto, em janeiro de 2007, Holmes recusou a oferta para repetir seu papel devido a conflitos de agenda,[45] e a personagem recebeu outra intérprete dois meses depois.[46] Ela é dublada por Fernanda Fernandes.
- Morgan Freeman como Lucius Fox: O recém-promovido CEO da Wayne Enterprises que fornece a Bruce Wayne o material necessário para Batman cumprir sua missão. Dublado por Dário de Castro.
- Eric Roberts como Salvatore Maroni: O gângster que agora chefia a família mafiosa Falcone.[47] Bob Hoskins e James Gandolfini supostamente também foram testados para o papel.[48] Dublado por Eduardo Borgerth.
- Colin McFarlane como Gillian B. Loeb: Comissário da polícia até seu assassinato pelo Coringa.
- Michael Jai White como Gambol: Um líder de gangue em guerra com Maroni.[47] David Banner também apareceu nas audições para o papel.[49] Dublado por Marcelo Torreão.
- Ritchie Coster como Chechen: Líder de uma das gangues de Gotham.
- Nestor Carbonell como Prefeito Anthony Garcia.[50][51] Dublado por Mário Tupinambá.
- Cillian Murphy como Dr. Jonathan Crane / Espantalho: O ex-diretor do Asilo Arkham, que envenenou o suprimento de água de Gotham City com alucinógenos em Batman Begins.[52] Dublado por Eduardo Dascar.
- William Fichtner como Gerente do Banco Nacional de Gotham: Um gerente de banco que trabalha para a máfia, confrontado pelo Coringa no início do filme.[53] A escolha de Fichtner foi uma referência positiva a Heat.[13] O músico Dwight Yoakam foi convidado para o papel, ou para representar um policial corrupto, mas decidiu dedicar-se a seu álbum Dwight Sings Buck.[54]
- Monique Curnen como Anna Ramirez: Uma detetive que faz parte da polícia de Gotham.[30] Dublada por Priscilla Amorim.
- Chin Han como Lau: Banqueiro Chinês a serviço da máfia de Gothan. Dublado por Ricardo Schnetzer.[55]
- Keith Szarabajka como Gerald Stephens: Detetive honesto membro da polícia de Gotham.
- Anthony Michael Hall como Mike Engel: Um repórter e apresentador do Gotham Cable News.
- Joshua Harto como Coleman Reese: Um contador da Wayne Enterprises.
- Ron Dean como Michael Wuertz: Um detetive membro da polícia de Gotham.

## Dublagem brasileira
Estúdio de dublagem - Delart
Produção
- Direção: Pádua Moreira[6]
- Tradução: Mário Menezes[6]

Dubladores
- Ettore Zuim - Bruce Wayne / Batman[6]
- Márcio Simões - Coringa[6]
- Hélio Ribeiro - Harvey Dent / Duas-Caras[6]
- Pádua Moreira - Alfred Pennyworth[6]
- Fernanda Baronne - Rachel Dawes[6]
- Mauro Ramos - Tenente Jim Gordon[6]
- Dário de Castro - Lucius Fox[6]
- Priscila Amorim - Detetive Ramirez[6]
- José Santa Cruz - Wuertz[6]
- Eduardo Dascar - Jonathan Crane/ Espantalho[6]
- Ricardo Schnetzer - Lau[6]
- Mário Tupinambá Filho - Prefeito[6]
- Eduardo Borgerth - Salvatore Maroni[6]
- Jorge Vasconcellos - Chechen[6]
- Maurício Berger - Mike Engel[6]
- Hamilton Ricardo - Stephens[6]
- Isaac Bardavid - Comissário Loeb[6]
- Guto Nejaim - Reese[6]
- Geisa Vidal - Barbara Gordon[6]
- Matheus Périssé - James Gordon Jr.[6]
- Philippe Maia - Dopey[6]
- Carlos Seidl - Happy[6]
- Hamilton Ricardo - Grumpy[6]
- Marcelo Torreão - Gambol[6]

.

## Produção

### Desenvolvimento
| "Enquanto analisávamos os quadrinhos, houve uma ideia fascinante que a presença de Batman em Gotham atrai, de fato, os criminosos a Gotham. Ela atrai os lunáticos. Quando você está lidando com questões polêmicas, como a 'justiça com as próprias mãos', você precisa realmente se perguntar: 'aonde isso leva?'. É isso que deixa o personagem tão obscuro, porque ele expressa um desejo vingativo." —Nolan, falando sobre a continuação |

Antes do lançamento de Batman Begins, o roteirista David S. Goyer redigiu um tratamento para duas continuações, que apresentavam o Coringa e Harvey Dent ao público. Originalmente, a intenção era que o Coringa causasse a cicatriz em Dent durante seu julgamento no terceiro filme, transformando-o no vilão Duas-Caras. Nolan explicou que pensava deixar o filme "o mais completo possível". Como no primeiro filme, Goyer citou Batman: The Long Halloween como a influência proeminente no enredo. Nolan não tinha certeza, inicialmente, se ele retornaria, mas queria reinterpretar o Coringa na tela. Em 31 de julho de 2006, a Warner Bros. Pictures anunciou oficialmente o início da produção da continuação, intitulada The Dark Knight. Isso marca a primeira vez que um filme de Batman não possui o nome do herói no título, o que Bale observou como um sinal de que "esse retrato meu e de Chris de Batman é bem diferente de qualquer outro".
Após muita pesquisa, seu irmão e co-escritor, Jonathan Nolan, sugeriu que as duas primeiras aparições do personagem servissem como sua influência. Jerry Robinson, um dos co-criadores do Coringa, foi consultado para a abordagem do vilão. Nolan decidiu evitar contar a história da origem do personagem, focando na sua ascensão ao poder. Ele explicou dizendo que "Para mim, o Coringa é absoluto. Não há tons de cinza nele. Ele simplesmente aparece, como nos quadrinhos". Nolan reiterou ao site IGN que "Nós nunca quisemos fazer uma história sobre a origem do Coringa neste filme", porque "o arco da história é muito mais de Harvey Dent; o Coringa é apresentado como um absoluto. É um elemento muito emocionante do filme, e um elemento muito importante, porém nós queriamos lidar com a ascensão do Coringa, não a origem do Coringa". Nolan sugeriu Batman: The Killing Joke influenciou uma seção do diálogo do Coringa no filme, onde ele diz que qualquer pessoa pode se tornar igual a ele, nas devidas circunstâncias. O filme Heat serviu de inspiração para contar a história sobre os numerosos habitantes de Gotham City.
Nolan descreveu o tema da continuação como "escalada", continuando como Batman Begins terminou, com "coisas tendo que piorar antes de melhorar". O diretor indicou que o filme dará continuidade aos temas de Batman Begins, incluindo "justiça vs. vingança" e os problemas de Bruce Wayne com seu pai, mas também mostrará mais de Wayne como um detetive, um elemento que não tiveram tempo de incluir em Batman Begins. Nolan descreveu a rivalidade amigável de Harvey Dent e Bruce Wayne como a "espinha dorsal" do filme. Ele também escolheu comprimir a história geral, dando tempo para Dent se tornar Duas-Caras, dando ao filme um arco emocional que o insensível Coringa não poderia oferecer. Nolan reconheceu que o título do filme não era apenas uma referência ao Batman, porém também ao caído "cavaleiro branco" Harvey Dent".

### Filmagens
Enquanto procurava por locações em outubro de 2006, o gerente de locações Robin Higgs visitou Liverpool, se concentrando principalmente na orla marinha da cidade. Outras candidatas incluiam Yorkshire, Glasgow e partes de Londres. Em agosto de 2006, um dos produtores do filme, Charles Roven, disse que as filmagens iriam começar em março de 2007, porém o início foi adiado para abril. Para o lançamento em salas IMAX, Nolan filmou quatro sequências importantes no formato, incluindo a introdução do Coringa, dizendo que gostaria de poder filmar todo o filme em IMAX: "Se você pudesse levar uma câmera IMAX ao Monte Everest ou ao espaço sideral, você poderia usar as cenas em um filme". Por quinze anos, Nolan quis filmar no formato IMAX.

O diretor Christopher Nolan e o ator Heath Ledger filmando uma cena de The Dark Knight com uma câmera em IMAX.

A Warner Bros. escolheu filmar em Chicago por 13 semanas, porque Nolan teve uma "experiência relamente memorável" durante as gravações de Batman Begins. Ao invés de usar o Chicago Board of Trade Building como locação para a Wayne Enterprises, como havia sido feito em Batman Begins, The Dark Knight usou o Richard J. Daley Center. Enquanto as filmagens prosseguiam em Chicago, o filme recebeu o título falso de Rory's First Kiss para diminuir a visibilidade da produção, porém a imprensa local eventualmente descobriu a verdade. A produção de The Dark Knight gerou US$ 45 milhões aos cofres públicos de Chicago e criou centenas de empregos. Para o prólogo do filme envolvendo o Coringa, a equipe filmou em Chicago do dia 18 ao 24 abril de 2007. Eles retornaram para filmar de 9 de junho até o início de setembro. Pinewood Studios, perto de Londres, foi o estúdio principal usado na produção.
Enquanto planejava uma proeza com o Batmóvel em uma instalação de efeitos especiais perto de Chertsey, Inglaterra, em setembro de 2007, o técnico Conway Wickliffe foi morto quando seu carro bateu. O filme é dedicado a memória de Ledger e Wickliffe. No mês seguinte em Londres, na desativada Usina Termelétrica de Battersea, uma bola de fogo de 60 m foi filmada, fazendo com que residentes locais ligassem para a polícia com medo de um ataque terrorista. Um incidente similar ocorreu durante as filmagens em Chicago, quando uma fábrica de doces abandonada (que era o Hospital de Gotham no filme) foi implodida.
As produção do filme foi para Hong Kong, filmando lá do dias 6 até 11 de novembro, em várias locações, incluindo o Two International Finance Centre; o prédio mais alto da cidade. A equipe contratou dois helicópteros e um C-130. Autoridades oficiais expressaram preocupação sobre possível poluição e barulho. Em resposta, cartas foram enviadas para os residentes da cidade prometendo que o nível do barulho seria igual á aquele feito por um ônibus. Os cineastas também foram criticados por pedir aos ocupantes dos prédios perto das filmagens manterem suas luzes acesas por toda a madrugada, dizendo que isso era um grande desperdício de energia. O diretor de fotografia Wally Pfister achou que as autoridades da cidade eram um "pesadelo", e no final, Nolan teve de recriar o salto de Batman de um arranha céu digitalmente.

### Desenho de produção

Heath Ledger como o Coringa.

A figurinista Lindy Hemming descreveu o visual do Coringa como refletindo sua personalidade, no sentido que "ele não liga para si mesmo"; ela evitou um figurino que o fizesse parecer um vagabundo, mesmo assim o fez parecer que ele sempre estava contraído ou irritável. Nolan notou que "Nós demos um giro Frances Bacon em seu rosto. Essa corrupção, essa decadência na textura do próprio visual. É sujo. Você quase consegue imaginar como ele cheira". Ao criar o visual "anárquico" do Coringa, Hemming tirou inspiração de artistas da cultura popular contemporâneos, como Pete Doherty, Iggy Pop e Johnny Rotten. Ledger descreveu sua máscara de "palhaço", feita de três peças de silicone, como a "nova tecnologia", levando muito menos tempo para os maquiadores aplicá-la do que as mais convencionais próteses; o processo levava apenas uma hora; e falou que ele sentia que estava usando muito pouca maquiagem. O desenho do Coringa de Ledger e Hemming teve um impacto na cultura popular na forma do pôster de Barack Obama como o Coringa.
A equipe de produção melhorou o desenho da Bat-roupa de Batman Begins, adicionando uma bandagem mais elástica para ajudar o figurino a se prender em Bale, e sugerir uma tecnologia mais sofisticada. Foi construída com 200 peças individuais de borracha, fibra de vidro, malha metálica e náilon. O novo capuz foi modelado a partir de um capacete de moto e separado da peça do pescoço, permitindo que Bale movesse sua cabeça em qualquer direção. O capuz é equipado para mostrar lentes brancas sobre os olhos quando o personagem ativa a detecção sonar, que dá ao Batman o visual do olho branco dos quadrinhos e animações. As manoplas tinham navalhas retraveis que poderiam ser atiradas. A apresentação de Gotham é bem menos arenosa que em Batman Begins. "Eu tentei desfazer a Gotham que criamos para o filme anterior", disse Nathan Crowley, diretor de arte do filme, "Gotham está em caos. Estamos sempre explodindo algo, então podemos deixar nossa imagem limpa".

### Efeitos

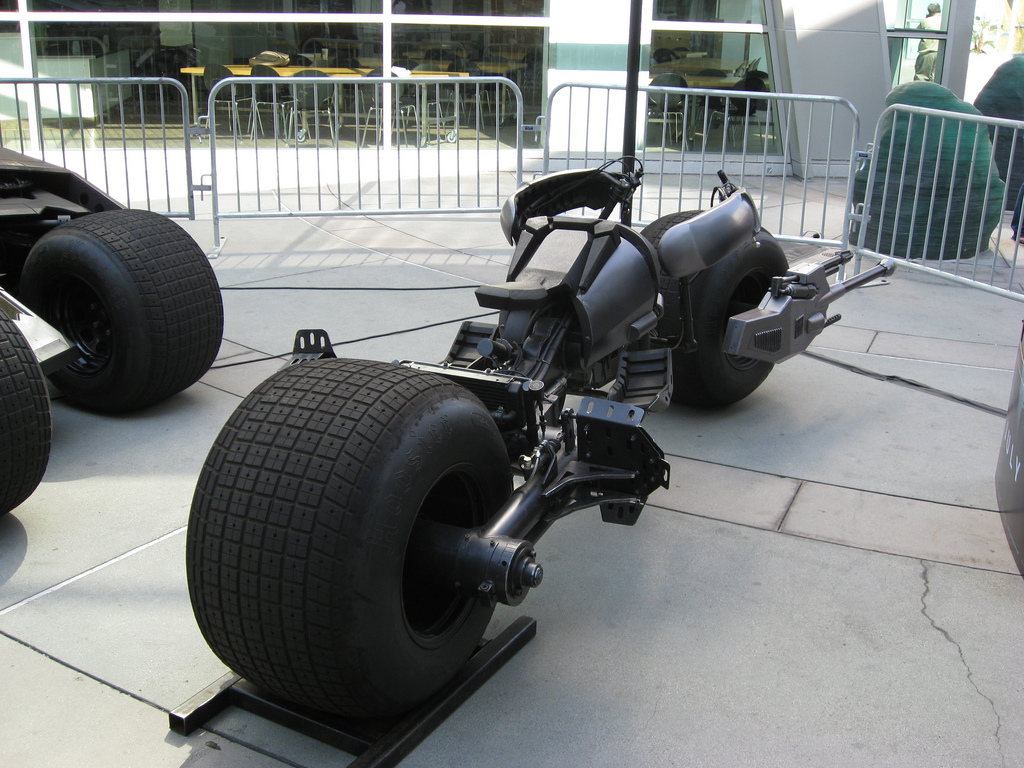
O Batpod.

O filme introduz o Batpod, uma recriação da Batmoto. O desenhista de produção Nathan Crowley, que criou o Tumbler para Batman Begins, desenhou seis modelos, construídos pelo supervisor de efeitos especiais Chris Corbould, para serem usados na produção, pela necessidade de cenas de batida e possíveis acidentes. Crowley construiu um protótipo na garagem de Nolan, antes de seis meses de testes de segurança serem conduzidos. O Batpod é manobrado pelos ombros, ao invés das mãos, e os braços do piloto são protegidos por escudos. A moto tem pneus de 50,8 cm de largura, e é feita para parecer que possui cabos, canhões e metralhadoras. Os motores são localizados nos eixos das rodas, que estão separadas por 1,068 m. O piloto dirige com a barriga para baixo no tanque, que pode se mover para baixo ou para cima dependendo da situação que Batman enfrentar. O dublê Jean-Pierre Goy atuou no lugar de Christian Bale durante as sequências do Batpod em The Dark Knight.

Aaron Eckhart com os marcadores de captura de movimento. Abaixo está o efeito final.

Nolan criou a aparência do Duas-Caras no filme como uma das menos perturbadoras, explicando "Quando olhamos a versões menos extremas, elas eram muito reais e mais horríveis. Quando você olha para um filme como Pirates of the Caribbean, há algo bem fantástico, um efeito visual bem detalhado, que eu acho que é mais poderoso do que repulsivo". A Framestore criou 120 tomadas geradas por computador do rosto queimado de Harvey Dent. Nolan achou que o uso de maquiagem seria pouco realista, já que ela adiciona algo a face, e não retira como acontece com queimaduras. A Framestore reconheceu que eles reorganizaram as posições dos ossos, muscúlos e juntas para fazer o personagem se parecer mais dramático. Para cada tomada, três câmeras HD de 720 pixels eram colocadas em diferentes ângulos para capturar a totalidade da performance de Aaron Eckhart. Eckhart usou marcas em seu rosto e um touca prostética, que foi colocada como referência para a iluminação. Algumas tomadas da touca foram mantidas no filme. A Framestore também integrou tomadas de Bale e Eckhart na cena onde o prédio explode e o rosto de Dent pega fogo. Foi difícil simular fogo em Eckhart porque ter apenas a metade de algo em chamas é pouco realista.

### Música
Os compositores de Batman Begins Hans Zimmer e James Newton Howard retornaram para fazer a trilha sonora da sequência. O processo de composição começou antes do início das filmagens, e durante elas Nolan recebeu um iPod com dez horas de gravações. A suíte de 9 minutos para o Coringa, "Why So Serious?", é baseada ao redor de duas notas. Zimmer comparou o estilo da música com a banda Kraftwerk, da sua terra natal, Alemanha. Quando Ledger morreu, Zimmer pensou em jogar fora tudo que já havia feito e começar do zero, porém decidiu não faze-lo pois estaria emocionalmente comprometido. Howard compôs os temas "bonitos e elegantes" de Harvey Dent e a parte de drama do filme.

## Divulgação
Em maio de 2007, a 42 Entertainment começou uma campanha de divulgação viral utilizando a tagline "Why So Serius?" com o lançamento de um website contendo a fictícia campanha eleitoral de Harvey Dent, usando a legenda "I Believe in Harvey Dent". O site tinha o objetivo de interessar os fãs, fazendo-os procurar aquilo que queriam ver e, em nome da Warner Bros., a 42 Entertainment também lançou uma versão vandalizada de I Believe in Harvey Dent, chamada "I Believe in Harvey Dent Too", onde e-mails mandados por fãs lentamente removiam pixels, revelando a primeira imagem oficial do Coringa; acabou sendo substituída por muitos "Haha"s e uma mensagem escondida dizendo "vejo você em dezembro".

WhySoSerious.com dirigido por fãs para encontrar as letras que compõem a mensagem do Coringa "A única maneira sensata de viver neste mundo é sem regras", para o envio das fotografias dessas cartas, e em seguida apresentou as suas fotografias em uma colagem.

Durante a San Diego Comic-Con de 2007, a 42 Entertainment lançou WhySoSerious.com, mandando os fãs em um jogo para habilitar o primeiro teaser trailer e uma nova foto do Coringa. Em 31 de outubro de 2007, o website oficial do filme se transformou em outro jogo com mensagens escondidas, instruindo os fãs a descobrir certas pistas em certas localidades em grandes cidades dos EUA, e tirar fotografias de suas descobertas. As pistas combinavam para revelar uma nova foto do Coringa e uma faixa de áudio do filme que dizia "E esta noite, você vai quebrar sua única regra". Completando o jogo também levou a outro site chamado "Rory's Death Kiss" (referenciando o título falso do filme, Rory's First Kiss), onde os fãs poderiam enviar fotos deles mesmo fantasiados de Coringa. Aqueles que enviaram as fotos receberam por e-mail uma cópia do jornal fictício chamado The Gotham Times, cuja versão eletrônica levou a descoberta de outros websites.
A sequência de abertura de The Dark Knight, mostrando o Coringa assaltando um banco, foi exibida em exibições selecionadas de cópias IMAX do filme I Am Legend, que foi lançado em 14 de dezembro de 2007. Um teaser teatral foi lançadop em cópias normais de I Am Legend, e também no website oficial. A sequência foi lançada no Blu-ray de Batman Begins, em 8 de julho de 2008. Também em 8 de julho, a Warner lançou Batman: Gotham Knight, um filme animado direto para DVD que se passa entre Batman Begins e The Dark Knight, contendo seis histórias originais, dirigido por Bruce Timm, co-criador e produtor da série Batman: The Animated Series, e estrelando o dublador veterano de Batman, Kevin Conroy. Cada um dos segmentos, escritos por Josh Olson, David S. Goyer, Brian Azzarello, Greg Rucka, Jordan Goldberg e Alan Bernett, apresenta seu próprio estilo visual.
Após a morte de Heath Ledger em 22 de janeiro de 2008, a Warner Bros. ajustou a campanha promocional para se focar no Coringa, revisando alguns dos websites dedicados a promover o filme e postando um tributo a Ledger na página oficial do filme e colocando uma faixa preta na coleção de fotos em WhySoSerious.com. Em 29 de fevereiro de 2008, I Believe in Harvey Dent foi atualizado para permitir que fãs enviassem seus e-mail e telefones. Em março de 2008, a campanha ficcional de Harvey Dent informou aos fãs que ônibus de verdade, chamados de "Dentmóveis", passariam por várias cidades para promover a campanha de Dent para promotor público.

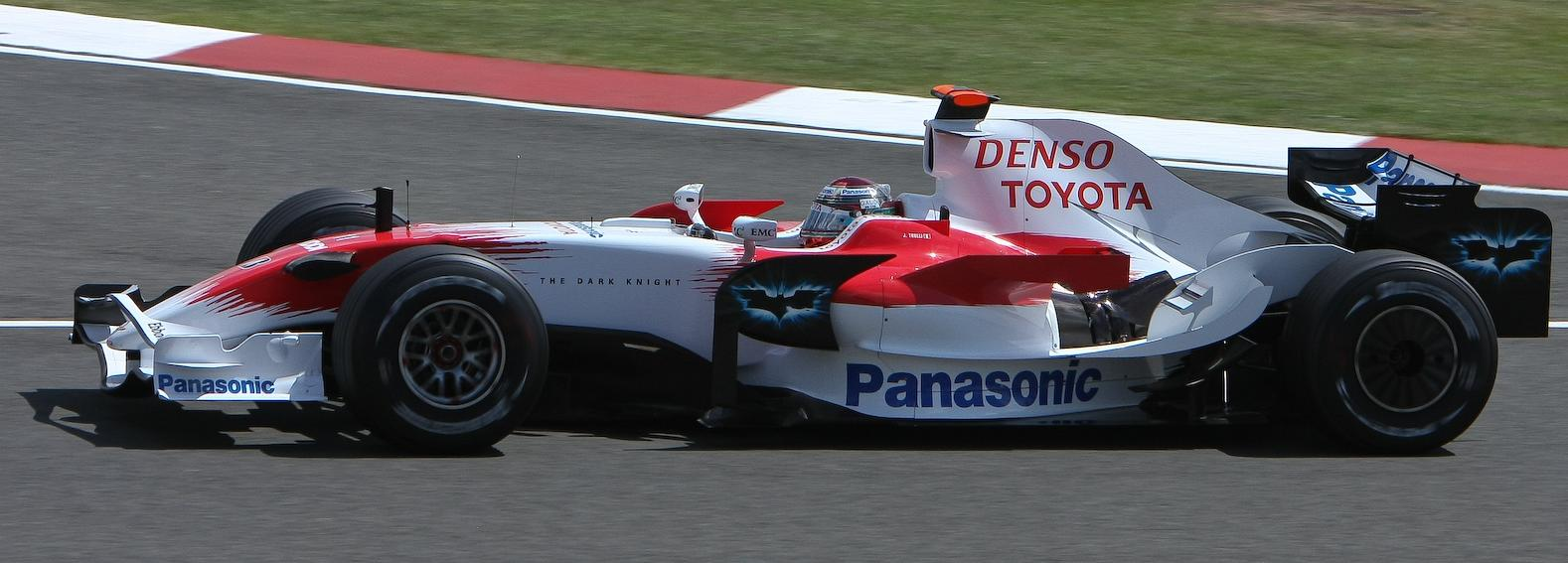
O carro de Jarno Trulli, da Toyota Racing, com símbolo do Batman, no Grande Prêmio da Grã-Bretanha de 2008.

Em 15 de maio de 2008, os parques de diversão Six Flags Great America e Six Flags Great Adventure abriram uma montanha russa The Dark Knight, com um custo de US$ 7,5 milhões para desenvolver e que simula estar sendo perseguido pelo Coringa. A Mattel produziu brinquedos e jogos para The Dark Knight, que incluiam action figures, fantasias, jogos de tabulero e jogos de cartas; começando a serem distribuidos em junho de 2008.
A Warner Bros. dedicou seis meses para uma estratégia antipirataria que envolveu o monitoramento de pessoas que possuiam uma cópia antes do lançamento em qualquer momento. Os horários de transporte e a entrega também foram escalonados e fiscalizações foram realizadas tanto domesticamente quanto internacionalmente para garantir que cópias ilegais do filme não estavam sendo feitas dentro dos cinemas. Uma cópia pirata do filme foi lançada na internet aproximadamente 38 horas depois do lançamento comercial do filme. O mecanismo de procura do BitTorrent, The Pirate Bay, provocou a indústria de cinema com sua habilidade de fornecer o filme de graça, substituindo seu logotipo com uma mensagem provocativa.

## Lançamento

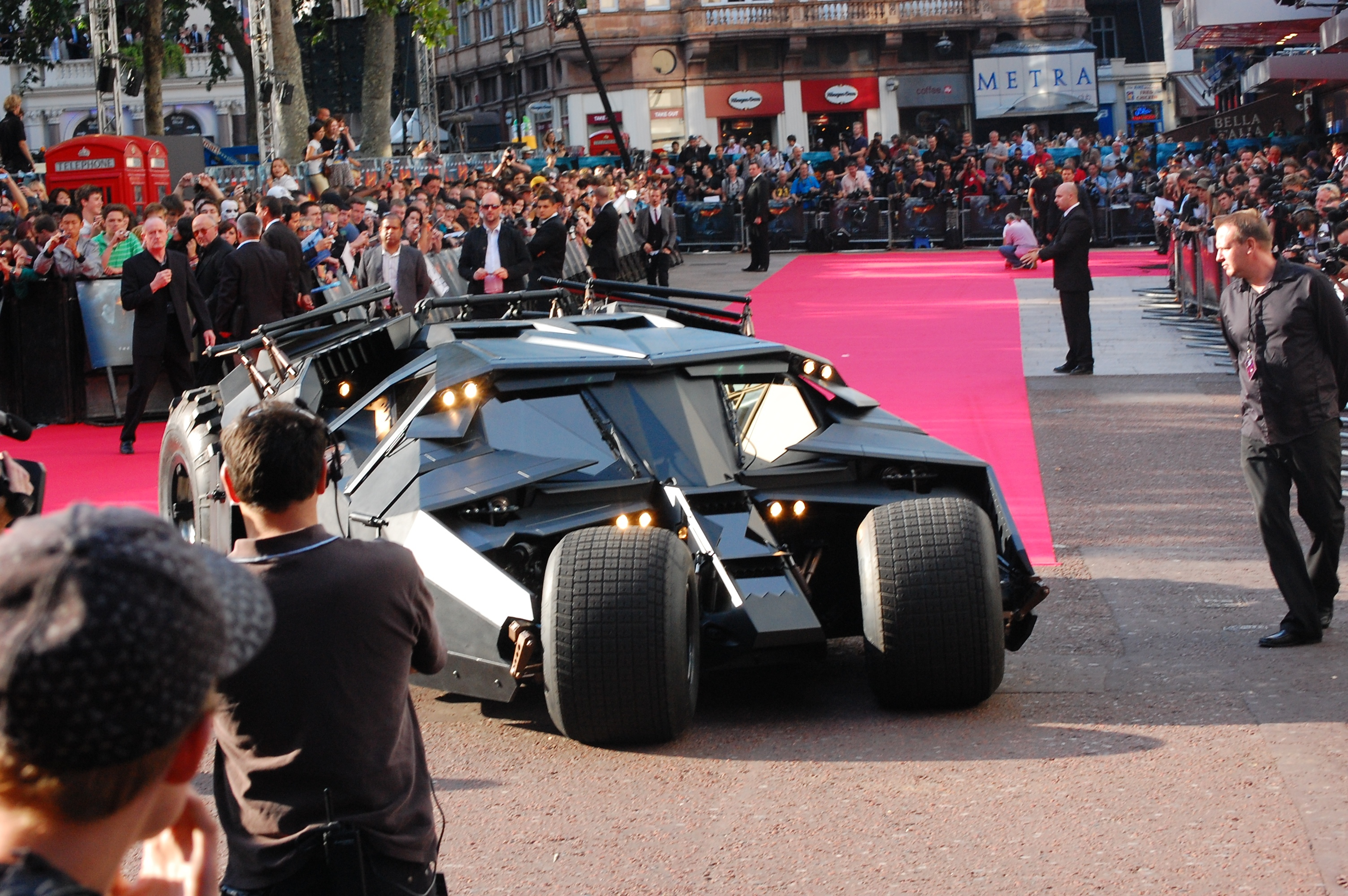
O Tumbler na estreia europeia do filme.

A Warner Bros. sediou a estreia mundial de The Dark Knight na cidade de Nova York, no dia 14 de julho de 2008; sendo exibido em uma sala IMAX com os compositores do filme, Hans Zimmer e James Newton Howard, tocando partes da trilha sonora ao vivo. Conduzindo ao lançamento comercial de The Dark Knight, o filme atraiu "críticas iniciais esmagadoramente positivas e muita atenção devido a interpretação de Heath Ledger como o Coringa". O filme foi lançado comercialmente no dia 16 de julho de 2008, na Austrália, arrecadando mais de US$ 2,3 milhões no primeiro dia.
Nos Estados Unidos e Canadá, The Dark Knight foi distribuído em 4 366 cinemas, quebrando o recorde anterior do maior número de cinemas pertencente a Pirates of the Caribbean: At World's End em 2007. O número de cinemas também incluía 94 cinemas IMAX, com o filme sendo exibido em 9 200 salas de cinema nos EUA e Canadá. Na internet, serviços de venda de ingressos venderam um número exorbitante de ingressos para aproximadamente 3 000 exibições à meia noite e também para exibições na manhã de lançamento do filme, algo muito incomum. Todos os cinemas IMAX que estavam passando The Dark Knight estavam lotados no primeiro fim de semana.

### Bilheteria
The Dark Knight estabeleceu um novo recorde da meia noite em seu dia de estreia, 18 de julho de 2008, com US$ 18,5 milhões, batendo os US$ 16,9 milhões estabelecidos por Star Wars Episode III: Revenge of the Sith, em 2005. US$ 650 000 da arrecadação vieram de salas IMAX. Entretanto, seu recorde foi quebrado no ano seguinte por Harry Potter and the Half-Blood Prince, que arrecadou US$ 22 milhões.
The Dark Knight arrecadou US$ 67 165 092 em seu dia de estréia nos EUA, batendo o recorde anterior de US$ 59,8 milhões estabelecido por Spider-Man 3 em 2007. Porém, seu recorde foi quebrado um ano depois por The Twilight Saga: New Moon, com US$ 73 milhões.
Em seu fim de semana de estréia nos Estados Unidos e Canadá, The Dark Knight arrecadou um total de US$ 158 411 583 de 9 200 salas em um recorde de 4 366 cinemas, com uma média de US$ 36 283 por cinema, e 17 219 por sala, batendo a estimativa original em mais de US$ 3 milhões, e quebrando o recorde anterior de US$ 151 116 516 de Spider-Man 3, enquanto era exibido em 114 cinemas a menos. Na segunda seguinte, arrecadou mais US$ 24 493 313, e na terça arrecadou US$ 20 868 722. The Dark Knight também estabeleceu um novo recorde para um fim de semana de estréia em cinemas IMAX, acumulando US$ 6,2 milhões para bater o recorde anterior de Spider-Man 3, US$ 4,7 milhões.

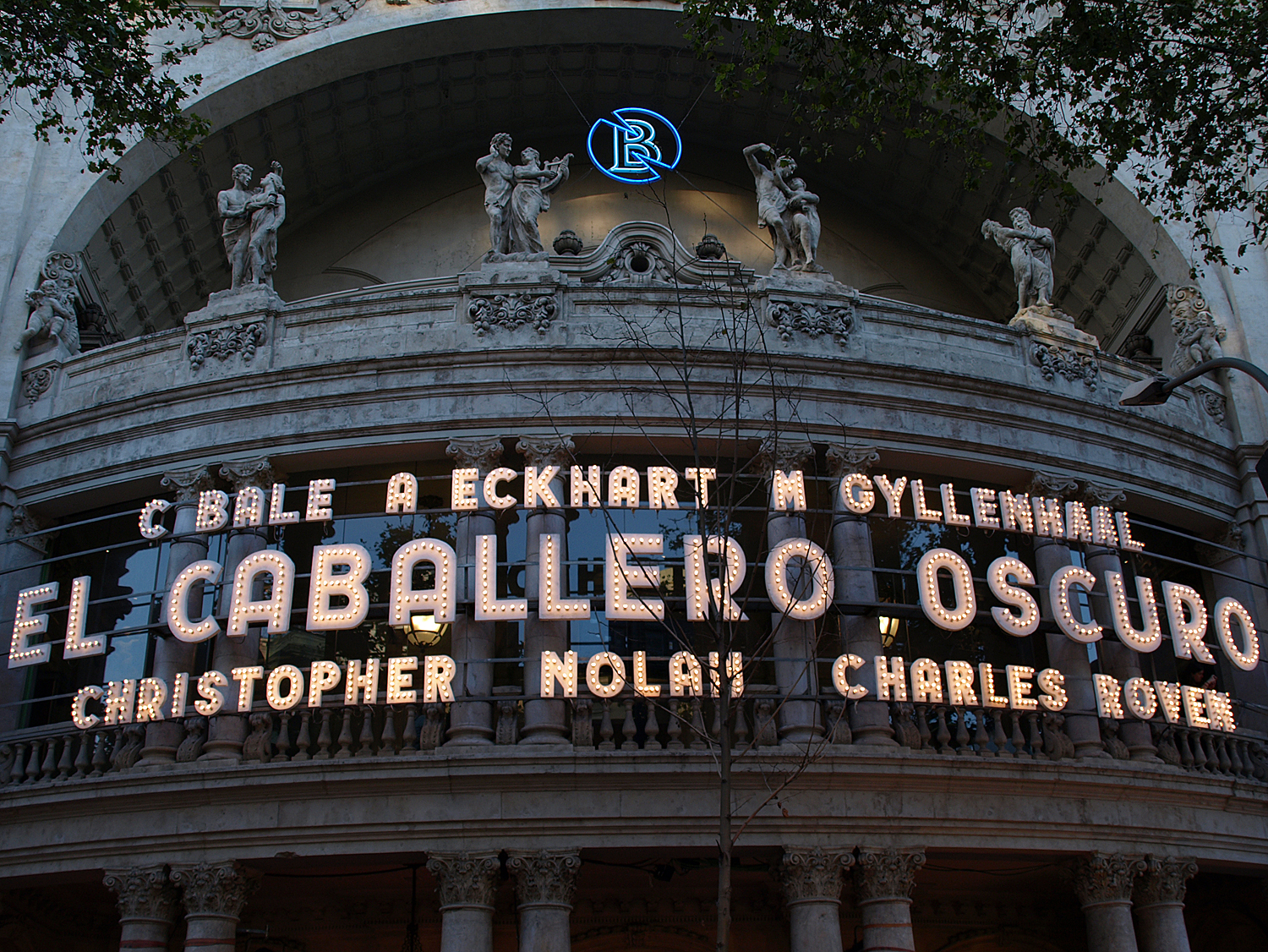
Letreiro da pré-estréia do filme em Barcelona, Espanha.

Além dos EUA e do Canadá, The Dark Knight estreou em 20 outros países em 4 520 salas, arrecadando US$ 41,3 milhões no primeiro fim de semana. O filme estreou em segundo, atrás de Hancock, que estava em sua terceira semana sendo exibido em 71 países. A maior arrecadação internacional de The Dark Knight na semana veio da Austrália, arrecadando US$ 13,7 milhões, a terceira maior abertura da Warner Bros. e a maior estréia de um filme de super-herói na história. O filme também arrecadou US$ 7 milhões de 1 433 salas no México, 4,45 milhões de 548 salas no Brasil e US$ 2,12 milhões de 37 salas em Hong Kong. Citando problemas culturais com alguns elementos do filme e a relutância para aderir as condições pré-estréia, a Warner Bros. desistiu de distribuir o filme na China.
The Dark Knight vendeu aproximadamente 22,37 milhões de ingressos com uma média de preço de US$ 7,08, significando que o filme vendeu mais ingressos que Spider-Man 3, que vendeu 21,96 milhões com uma média de preço de US$ 6,88 em 2007. Também quebrou o recorde de maior fim de semana de estréia da história. The Dark Knight arrecadou um total de US$ 533 345 358 na América do Norte, se tornando o segundo filme a arrecadar mais de US$ 500 milhões na América do Norte, depois de Titanic, fazendo isso em um tempo bem menor. Também arrecadou US$ 468 576 467 internacionalmente, fazendo sua arrecadação total ser de US$ 1 001 921 825, sendo o sétimo filme de maior bilheteria de todos os tempos, sem ajustes de inflação. The dark Knight é o filme de maior arrecadação do ano de 2008 na América do Norte e internacionalmente. Sem ajustes de inflação, é o terceira maior filme em arrecadação na América do Norte, atrás de Avatar e Titanic. A arrecadação de The Dark Knight foi bem diferentes daqueles de Avatar, que quebrou alguns de seus recordes no ano seguinte, e Titanic. Enquanto The Dark Knight quebrou recordes em sua semana de estréia, Titanic começou devagar, arrecadando US$ 28,6 milhões em sua primeira semana, e depois começou a arrecadar mais nas semanas seguintes. The Dark Knight começou forte, porém caiu nas semanas seguintes.
A Warner Bros. relançou o filme em cinamas tradicionais e IMAX nos Estados Unidos em 23 de fevereiro de 2009, na época das votações para o Oscar, com o objetivo de aumentar as chances do filme levar alguns prêmios, e também cruzar a marca do US$ 1 bilhão, algo que foi conseguido em fevereiro de 2009. O filme é atualmente a décima segunda maior bilheteria da história, não ajustada para inflação, com um faturamento de US$1 001 921 825.

### Recepção da crítica
The Dark Knight foi aclamado pela crítica mundial. No site Rotten Tomatoes o filme possui um indíce de aprovação de 94%, baseado em 277 resenhas, com uma nota média de 8,6/10. O consenso no site é "Sombrio, complexo e inesquecível, The Dark Knight tem sucesso não apenas como um filme de quadrinhos, mas como saga rica e emocionante". Entre os críticos principais do Rotten Tomatoes, o filme tem uma aprovação de 94%. O site Metacritic calculou uma aprovação de 82/100, baseado em 39 resenhas, indicando "aclamação universal". As votações do CinemaScore mostraram que os espectadores comuns deram ao filme uma nota "A", em uma escala de A+ até F.
Pablo Villaça do site Cinema em Cena deu ao filme perfeitas cinco estrelas, comentando "Certamente um dos "filmes de super-herói" mais adultos e densos já concebidos por Hollywood, O Cavaleiro das Trevas é inteligente o bastante para compreender que nem sempre ser "herói" implica agir da maneira esperada". Marcelo Forlani do site Omelete também deu cinco estrelas de cinco ao filme, dizendo "O realismo a que Nolan gosta tanto de falar, vai além de buscar personagens reais. Ele cria também situações reais e que deixam qualquer um de boca aberta". Thiago Siqueira do site Cinema com Rapadura agraciou o filme com dez estrelas de dez, falando "Tenso e emocionalmente pesado, "Batman – O Cavaleiro das Trevas" não é só um mero filme, mas uma experiência cinematográfica única. Uma obra-prima absolutamente recomendada". Além das excelentes críticas, The Dark Knight apareceu em inúmeras listas de melhores filmes do ano, feitas pelos mais renomados críticos de cinema dos EUA.
O filme foi eleito o décimo quinto melhor filme da história pela lista da Empire dos 500 Melhores Filmes de Todos os Tempos, baseado nos votos de 10 000 leitores, 150 diretores e 50 críticos. A interpretação de Heath Ledger do Coringa foi eleita a número três na lista da Empire dos 100 Maiores Personagens de Cinema de Todos os Tempos.

### Interpretações e temas
O escritor de mistério Andrew Klavan, escrevendo para o The Wall Street Journal, comparou as medidas extremas que o Batman toma para lutar contra o crime com aquelas usadas pelo Presidente George W. Bush na Guerra ao Terror. Klavan afirma que "em certo nível" The Dark Knight é "um hino de louvor a fortitude e a coragem moral que George W. Bush mostrou neste tempo de terror e guerra". Klavan suporta esta interpretação do filme comparando Batman com Bush, ele diz "às vezes tem que se empurrar as fronteiras dos direitos civis para lidar com uma emergência, com a certeza que ele vai restabelecer essas fronteiras quando a emergência for passado". O artigo de Klavan foi muito criticado na internet e em outras publicações. Ao fazer sua resenha do filme no The Sunday Times, Cosmo Landesman chegou a uma conclusão oposta a de Klavan, argumentando que The Dark Knight "oferece muitas lições moralistas de como nós devemos abraçar o terrorismo. [...] Em seu núcleo, entretanto, é uma longa e tediosa discussão sobre como indivíduos e a sociedade nunca devem abandonar o Estado Democrático de Direito na luta contra as forças sem lei. Ao lutar contra monstros, nós devemos ter cuidado para não nos tornarmos monstros, esse tipo de coisa. Ao ter uma guerra ao terror, você cria condições para mais terror. Nos é mostrado que pessoas inocentes morreram por causa do Batman, e ele aceita isso. Benjamin Kerstein, escrevendo para a Azure, disse que tanto Klavan e Landesman estão certos em algo, porque "The Dark Knight é um espelho perfeito da sociedade que está assistindo: uma sociedade tão dividida em questões sobre o terror e como lutar contra ele".
De acordo com David S. Goyer, o tema principal de The Dark Knight é a escalada. Gotham City é fraca e seus cidadãos culpam o Batman pela violência e a corrupção, como também as ameaças do Coringa, e empurra seus limites, fazendo ele sentir que cumprindo a lei por suas próprias está degradando ainda mais a cidade. Roger Ebert notou "Pelo filme, [o Coringa] cria situações engenhosas para forçar o Batman, o Comissário Gordon e o Promotor Público Harvey Dent a fazerem escolhas eticamente impossíveis. No final, toda a fundação moral da lenda do Batman é ameaçada".
Outros críticos mencionaram o tema do triunfo do mal sobre o bem. Harvey Dent é visto como o "cavaleiro branco" de Gotham no início do filme, porém no final ele acaba sendo seduzido pelo mal. O Coringa, por outro lado, é visto como a representação da anarquia e do caos. Ele não têm motivos, não possui ordens e nenhum desejo além de causar devastação e "assistir o mundo pegar fogo". A terrível lógica do erro humano é outro tema também. A cena das barcas mostra como humanos podem ser facilmente seduzidos pela perversidade.

### Prêmios e indicações
Mais notavelmente entre as indicações estava a dominação quase completa de Heath Ledger em mais de vinte prêmios de atuação, incluindo o Oscar de melhor ator coadjuvante, Screen Actors Guild Award de melhor ator coadjuvante, o Golden Globe Award de melhor ator coadjuvante – cinema e o BAFTA de melhor ator coadjuvante. The Dark Knight também recebeu indicações do Sindicato dos Roteiristas da América (por melhor roteiro adaptado), do Sindicato dos Produtores da América e do Sindicato dos Diretores da América, bem como outras indicações e vitórias de vários sindicatos. Foi nomeado para melhor filme no Critics' Choice Awards e foi eleito como um dos dez melhores do ano pelo American Film Institute.
The Dark Knight foi indicado a oito Oscars para o Oscar 2009, quebrando o recorde anterior de sete indicações de Dick Tracy para maior número de indicações para um filme baseado em histórias em quadrinhos. The Dark Knight venceu dois prêmios: melhor ator coadjuvante para Heath Ledger e melhor edição de som para Richard King. Também foi indicado nas categorias de: melhor direção de arte (Nathan Crowley e Peter Lando), melhor fotografia (Wally Pfister), melhor mixagem de som (Lora Hirschberg, Gary Rizzo e Ed Novick), melhores efeitos visuais (Nick Davis, Chris Corbould, Timothy Webber e Paul J. Franklin), melhor maquiagem (John Caglione, Jr. e Conor O'Sullivan) e melhor edição (Lee Smith). Heath Ledger se tornou o primeiro vencedor póstumo no prêmio de melhor ator coadjuvante, e apenas o segundo vencedor póstumo em um prêmio de atuação na história (Peter Finch venceu postumamente como melhor ator por sua performance em Network, de 1976). Além disso, a vitória de Ledger marcou a primeira vez que qualquer uma das principais categorias do Oscar (produção, direção, atuação ou roteiro) foi para um filme de superherói. Notavelmente, a vitória de Richard King e edição de som impediu que o eventual vencedor de melhor filme, Slumdog Millionaire, vencesse em todas as categorias que havia sido indicado. Apesar de não ter recebido uma indicação a melhor filme, a canção de abertura da entrega dos prêmios homenageou The Dark Knight junto com os outros cinco indicados a melhor filme, com o apresentador Hugh Jackman andando em uma cópia feita de papelão do Batpod.

## Sequência
The Dark Night foi seguido por The Dark Knight Rises (Batman: O Cavaleiro das Trevas Ressurge), tendo no enredo o reaparecimento do Batman desde que assumiu a culpa do assassinato de Harvey (ocasionada pelo Comissário Gordon), e que se depara com uma ameaça, o terrorista Bane e ainda tem de lidar com a ladra Selina Kyle.